# 428 î.Hr.

## Nașteri
- Archytas, filosof, matematician, astronom și strateg militar grec (d. 347 î.Hr.)

## Decese
- Anaxagoras, filozof grec presocratic (n. c. 500 î.Hr.)

## Legături externe
Materiale media legate de 428 î.Hr. la Wikimedia Commons